# مهرجان غانيش تشاتورثي

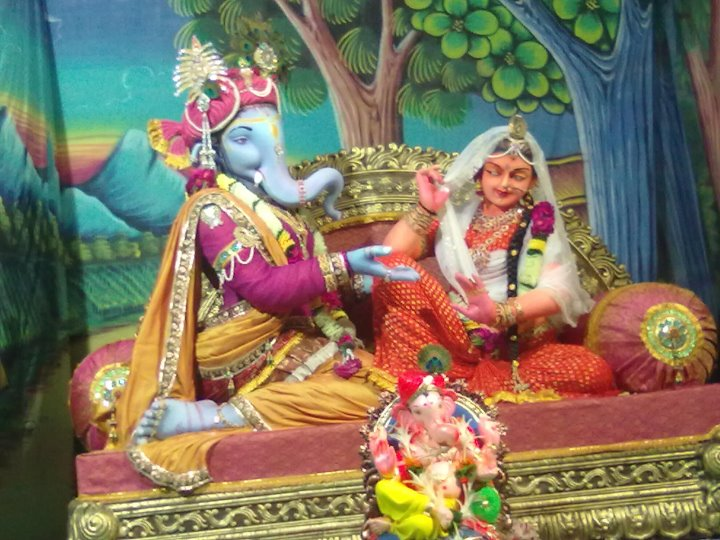
احتفال في مدينة فادودارا الهندية

مهرجان غانيش تشاتورثي هو مهرجان هندوسي يقام تكريماً للآلهة غانيشا. وتقام احتفالات المهرجان عادة في رابع يوم من أول اسبوعين من شهر بادرابادا (Bhaadrapada) في التقويم الهندوسي، ويوافق عادة شهر أغسطس أو سبتمبر في التقويم الميلادي، وتستمر الاحتفالات لمدة 10 أيام.

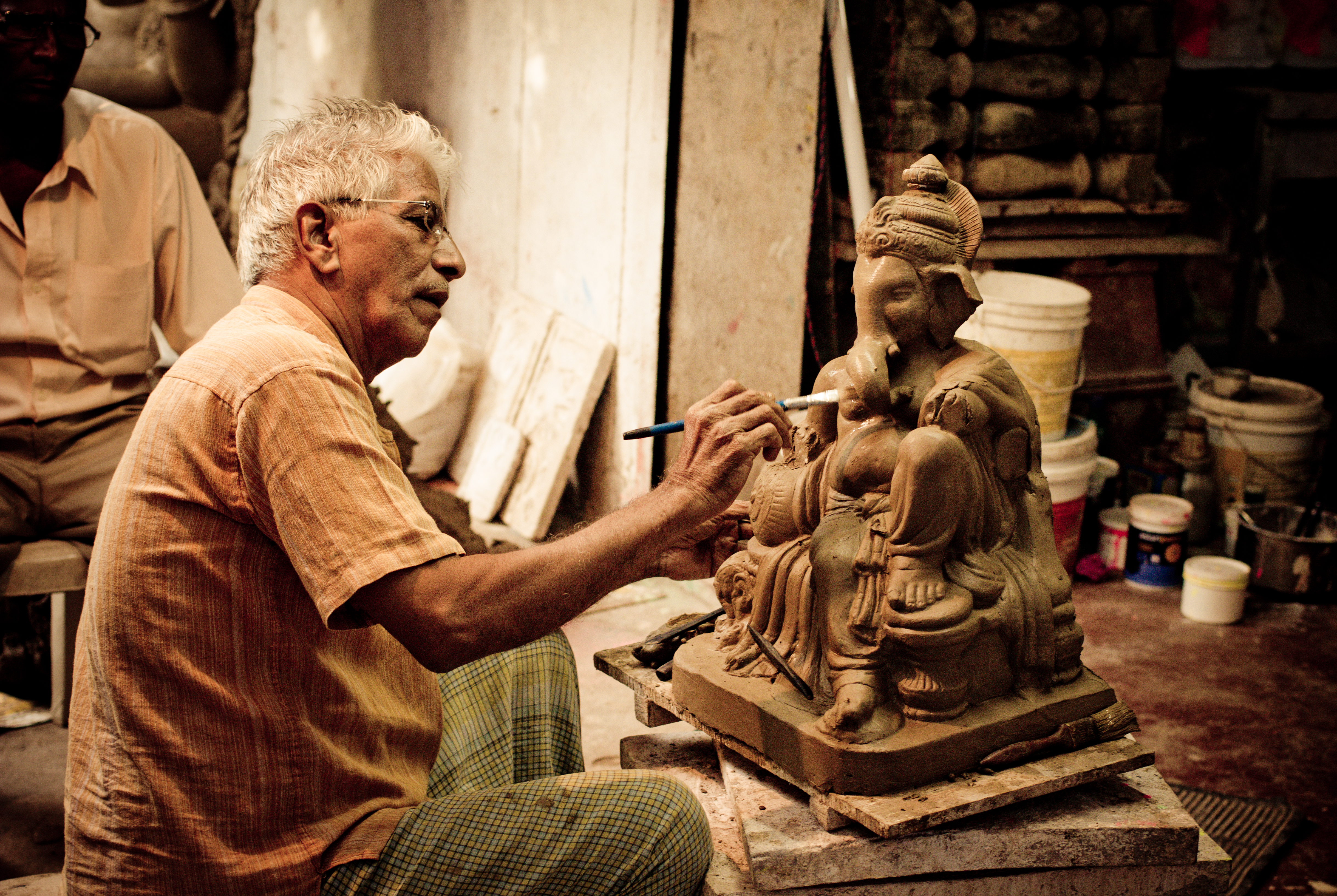
فنان خلال عمله في مدينة مارغاو في ولاية غوا الهندية

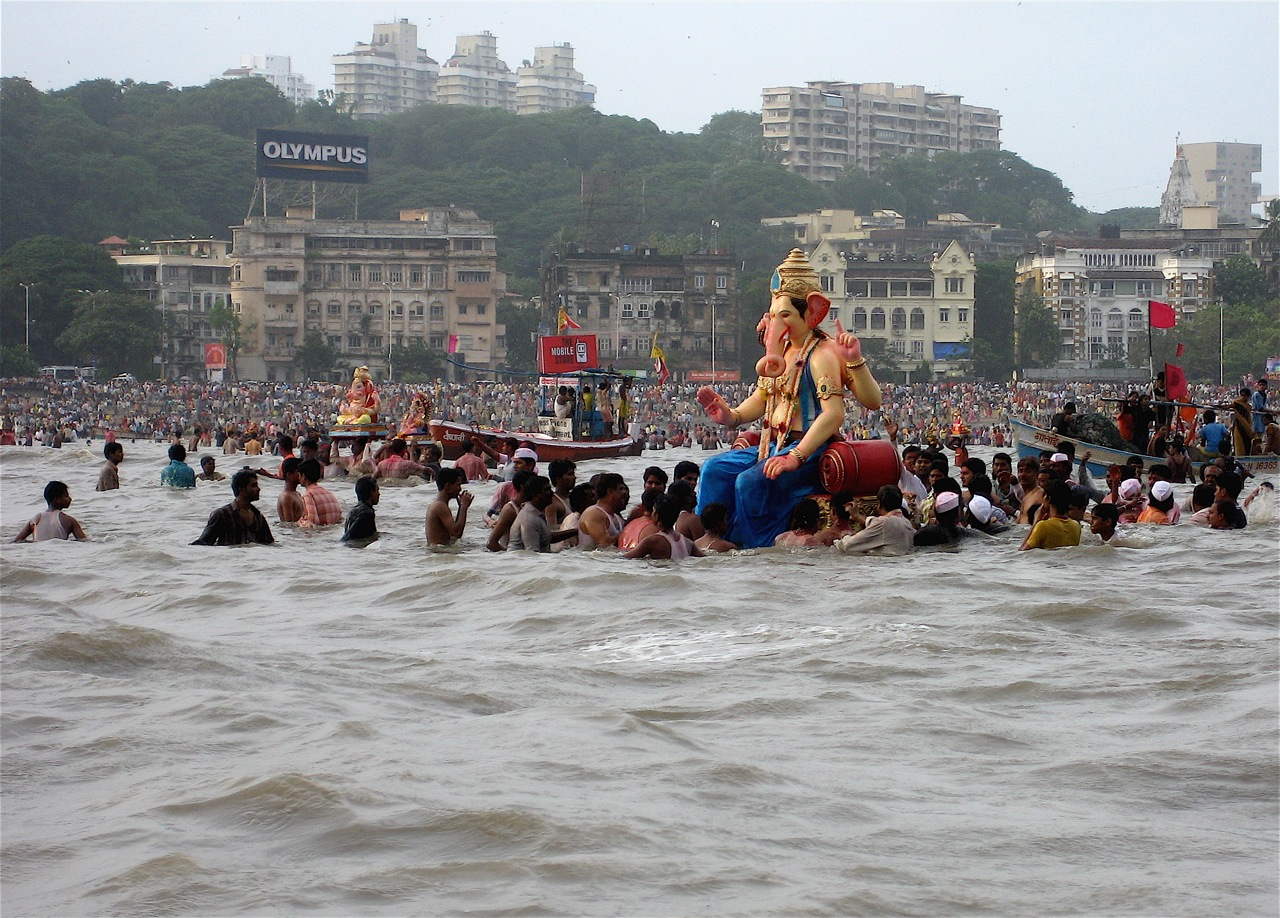
تمثال غانيشا في مومباي

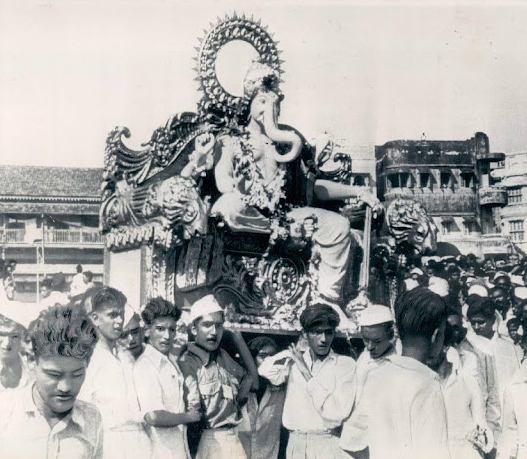
تمثال غانيشا يتم أخذه لغمره في الماء في مدينة مومباي عام 1946م

ويتم الاحتفال بهذا المهرجان في الأماكن العامة والمنازل. ويشمل الاحتفال في الأماكن العامة نصب تماثيل من الطين للآلهة غانيشا للعبادة الجماعية، وفي المنازل أيضاً يتم وضع تمثال من الطين لهذه الآلهة لعبادتها مع الأهل والأصدقاء. وفي نهاية المهرجان، يتم غمر هذه التماثيل في الماء كالبحيرات والبرك.
يتم الاحتفال بهذا المهرجان في جميع أنحاء الهند وخاصة في ولاية ماهاراشترا (Maharashtra)، حيث يقام احتفال مهيب لهذا المهرجان، ويستخدمون أدوات موسيقية تقليدية للاحتفال تسمي دهول وتاشا (dhol and tasha).

## المهرجان
يبدأ الاحتفال باختيار تمثال من الطين. وتقوم العائلات في المنازل بتزيين زاوية صغيرة من المنزل بالزهور والأشياء الملونه قبل وضع التمثال. ويتم عبادة هذه الآلهة في الصباح والمساء مع تقديم الزهور وبعض أنواع الحلويات الهندية التقليدية. تنتهي العبادة بالغناء تكريماً للآلهة غانشيا وغيرها من الآلهة والقديسين.
وقت نهاية الاحتفال يختلف من عائلة إلى أخرى حيث تنتهي الاحتفالات المحلية بعد يوم أو يوم ونصف أو 3 أو 5 أو 7 أو 11 يوم، وحينها يتم غمر التمثال في الماء ليتحلل. ولكن بعض العائلات كفت عن غمر التماثيل في المياه حفاظاً على البيئة فأصبحت تترك التمثال ليتحلل في المنزل بوضعه في حوض من المياه. وبعد عدة أيام يقومون باستخدام الطين في حديقة المنزل.
أما بالنسبة للاستعدادات العامة، فتبدأ قبل المهرجان بأسابيع حيث يتم نصب تماثيل مؤقتة يتم تمويلها من قبل السكان المحليين والشركات. يتم تنظيم المهرجان من قبل مجموعات شبابية محلية أو من جمعيات الحي أو التجار. ويضم المهرجان أنشطة ثقافية مثل عروض الغناء والمسرح والأوركسترا وأنشطة مجتمعية مثل التبرع للفقراء وغيرها. وبالإضافة إلى كون مهرجان غانيش تشاتورثي مهماً من الناحية الدينية، فهو مهم أيضاً من الناحية الاقتصادية، فالكثير من الفنانين والصناعات والشركات يكسبون أموالهم من هذا المهرجان.